# Nelson Haedo Valdez
Nelson Antonio Haedo Valdez (n. 28 noiembrie 1983, Caaguazú Department⁠(d), Paraguay) este un jucător de fotbal paraguayan, care joacă pentru Seattle Sounders FC și pentru Echipa națională de fotbal a Paraguayului.

## Palmares
Werder Bremen
- Bundesliga: 2003–04
- DFB-Pokal: 2004